# Große Feenlämpchenspinne
Die Große oder Braune Feenlämpchenspinne (Agroeca brunnea), auch Braune Feldspinne oder häufig, wie die Gattung, vereinfacht Feenlämpchenspinne genannt, ist eine Spinne aus der Familie der Feldspinnen (Liocranidae). Der Trivialname „Feenlämpchenspinne“ rührt von dem charakteristischen Eikokon der Art, der an ein umgedrehtes Weinglas erinnert und auch bei anderen Feenlämpchenspinnen (Agroeca) ein derartiges Erscheinungsbild hat.
Die anpassungsfähige Große Feenlämpchenspinne ist paläarktisch verbreitet und bewohnt ein großes Spektrum an Habitaten (Lebensräumen), bevorzugt jedoch verschiedene Waldgebiete. Obwohl die Art allgemein als häufig gilt, ist sie aufgrund ihrer verborgenen und nachtaktiven Lebensweise schwer zu finden, zumal sich die Spinne insbesondere am Tag versteckt hält. In ihrer nächtlichen Aktivitätszeit erbeutet die Spinne freilaufend und demzufolge ohne ein Spinnennetz verschiedene Insekten.
Ein geschlechtsreifes Männchen der Großen Feenlämpchenspinne legt – wie für Spinnen üblich – zwecks der Spermienaufnahme ein Spermanetz an, ehe es ein Weibchen aufsucht. Der Paarung geht ein markantes und ausgeprägtes Balzverhalten des Männchens voraus, das in mehrere Abschnitte untergliedert ist. Das Weibchen legt dann einige Zeit nach der Paarung den bereits beschriebenen Eikokon und überlässt die Brut sich selbst. Die Jungtiere verbleiben dann anfangs für kurze Zeit als Gruppe beim Kokon, ehe sie sich verselbstständigen und über mehrere Fresshäute (Häutungsstadien) heranwachsen.

## Merkmale

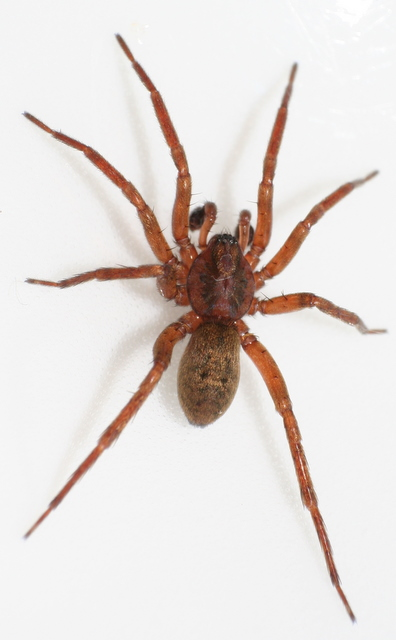
Männchen

Das Weibchen der Großen Feenlämpchenspinne erreicht nach Sven Almquist (2006) eine Körperlänge von 6,3 bis 8,3 sowie durchschnittlich 7,6 ± 0,5 und das Männchen eine Körperlänge von 5,9 bis 6,9 und durchschnittlich 6,4 ± 0,3 Millimetern. Damit handelt es sich entsprechend dem Trivialnamen um die größte in Europa vorkommende Art der Feenlämpchenspinnen (Agroeca), deren grundsätzlichen Körperbau die Große Feenlämpchenspinne ansonsten entspricht.

### Sexualdimorphismus
Wie bei anderen Spinnen ist auch bei der Großen Feenlämpchenspinne ein ausgeprägter Sexualdimorphismus (Unterschied der Geschlechter) vorhanden. Dieser macht sich neben der Färbung und dem Habitus (äußerem Erscheinungsbild) auch in der Größe der Geschlechter bemerkbar.

#### Weibchen

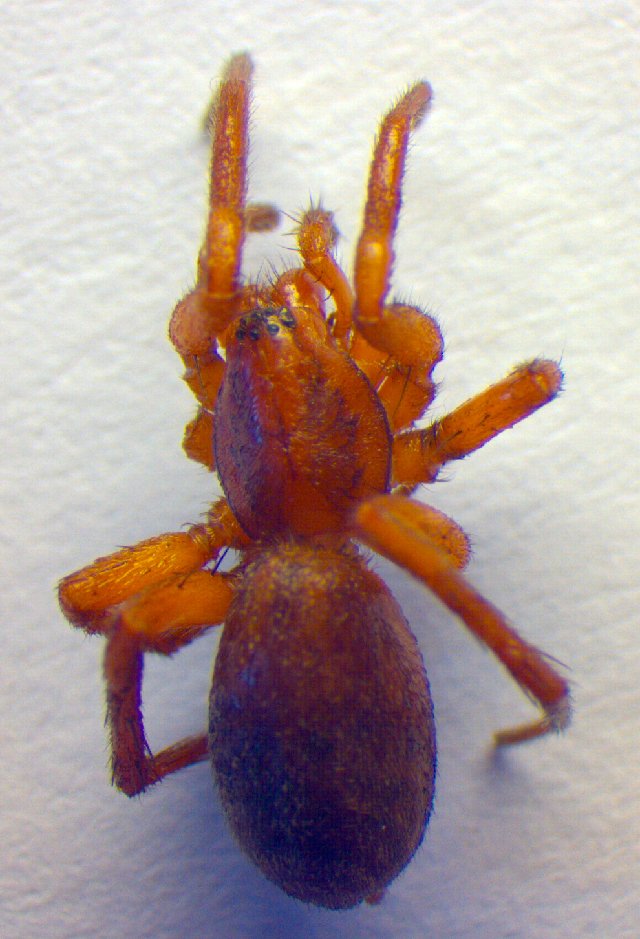
Präpariertes Weibchen in der Zoologischen Staatssammlung München

Der Carapax (Rückenschild des Prosomas, bzw. Vorderkörpers) des Weibchens ist laut Almquist insgesamt 2,71 bis 3,47 und im Durchschnitt 3,16 ± 0,24 Millimeter lang sowie 2,25 bis 2,66 und durchschnittlich 2,4 ± 0,12 Millimeter breit. Das Verhältnis zwischen Länge und Breite des Carapax beträgt 1,19 bis 1,44 und durchschnittlich 1,32 ± 0,07. Die Neigung des Carapax beläuft sich beim Weibchen auf 20°.
Der Carapax des Weibchens ist hellgelbbraun gefärbt und weist dabei eine rötliche Tönung auf. Auf der dorsalen (oberen) Fläche verlaufen stark ausgeprägte dunklere Radiärstreifen. Der Rand des Carapax erscheint schwarz. Die Cheliceren (Kieferklauen) und auch das Sternum (Brustschild des Prosomas) weisen eine braune Grundfarbe auf, wobei beim Sternum zusätzlich eine anteriore (vordere) und mediane (mittlere) Linie befindlich ist, die sich durch ihre helle Färbung vom Rest des Sternums abhebt. Zwischen dem Sternum und den Coxae (Hüftgliedern) befindet sich eine schmale Spitze. Die Beine sind bräunlich gefärbt, deren Femora (Schenkel) dabei jedoch heller.
Das Opisthosoma (Hinterleib) des Weibchens ist dorsal graubraun gefärbt. Anterior befindet sich auf dieser Seite ein Lanzettfleck, der dunkler als das übrige Opisthosoma erscheint. Gleiches trifft auf die posterioren (hinteren) Winkelflecken zu. Ventral (unterhalb) verlaufen auf dem Opisthosoma blasse bräunliche Bänder. Die Opercula (Lungendeckel) erscheint gelblich.

#### Männchen

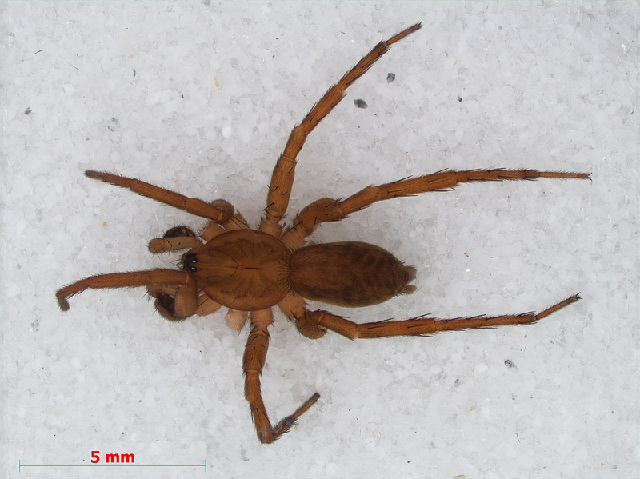
Präpariertes Männchen in der Zoologischen Staatssammlung München

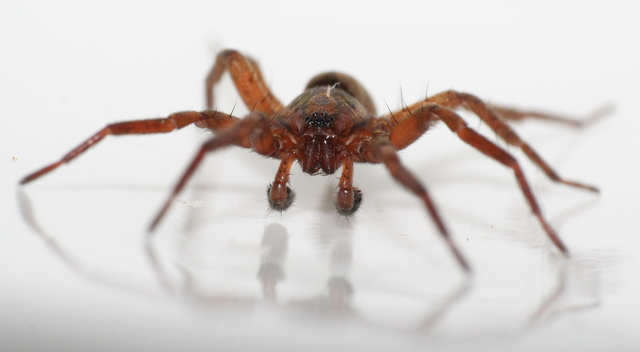
Frontalansicht eines Männchens

Beim Männchen hat der Carapax nach Almquist eine Länge von 2,74 bis 3,36 und im Durchschnitt 3,09 ± 0,16 sowie eine Breite von 2,11 bis 2,7 und durchschnittlich 2,42 ± 0,16 Millimetern. Das Längen-Breiten-Verhältnis des Carapax kann sich hier von 1,18 bis auf 1,48 belaufen, wobei der Durchschnittswert 1,28 ± 0,07 beträgt. Wie beim Weibchen ist der Carapax des Männchens um 20° geneigt.
Der Carapax des Männchens ist gelblichbraun gefärbt, wobei der mediane Bereich dunkler gefärbt ist. Außerdem erscheint dieser rußig und besitzt vier bis fünf Einbuchtungen an den Rändern des Carapax auf beiden Seiten. Die Fovea (Apodem) hat eine dunkelrotbraune Färbung, ihre dünnen Ränder sind schwarz gefärbt. Die Basalglieder der Cheliceren haben eine gelbliche, die Klauenglieder eine dunkelrotbraune Farbgebung. Pro- (innen vorderseitig) und retromarginal (innen rückseitig) befinden sich auf den Cheliceren jeweils drei Zähne. Das Sternum des Männchens ist rotbraun gefärbt und teilweise gefleckt. Die Beine besitzen beim Männchen dorsal eine blasse gelbbraune Farbgebung, die ventral heller ist. Die Coxae sind gelblich gefärbt.
Das Opisthosoma des Männchens hat dorsal eine dunkel rotbraune Färbung und posterior ebenfalls mehrere Winkelflecken. Die Ventralseite ist rotbraun gefärbt und besitzt zwei Längsreihen aus hellen Punkten. Die Spinnwarzen erscheinen gelblich.

### Genitalmorphologische Merkmale

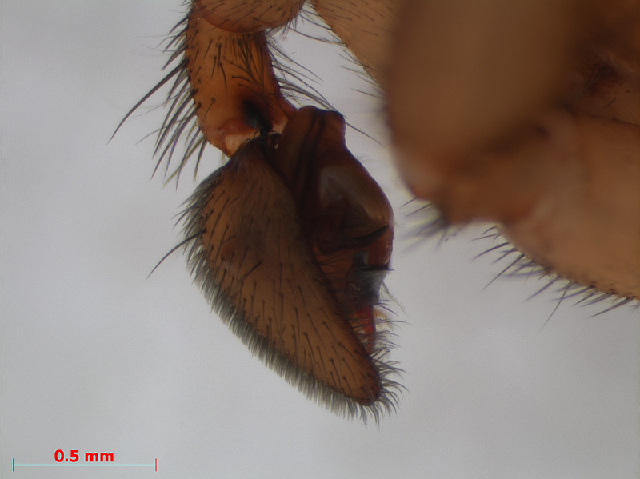
Einzelner Bulbus eines Männchens im Größenvergleich

Die Pedipalpen (umgewandelte Extremitäten im Kopfbereich) des Männchens der Großen Feenlämpchenspinne erscheinen gelblich. Bei einem einzelnen Bulbus (männliches Geschlechtsorgan) der Art ist die dort befindliche retrolaterale (seitlich rückliegende) Apophyse (Fortsatz) der Tibia (Schiene) kurz, schwärzlich und hakenförmig. Dorsal befindet sich auf dem Cymbiums (erstes und vorderstes Sklerit, bzw. Hartteil des Bulbus) eine Ansammlung dichter Setae (chitinisierter Haare). Die teguläre (rückseitige) Apophyse nimmt den Großteil der anterioren Hälfte des jeweiligen Bulbus ein, ihr distaler (von der Körpermitte entfernt liegender) Teil erscheint gegabelt. Die mediane Apophyse ist groß und mit langem und leicht gebogenem Haken versehen. Der Embolus (drittes und letztes Sklerit des Bulbus) ist basal (an der Basis) breit gebaut. Der Konduktor (Fortsatz des Bulbus) ist membranös.
Die Platte der Epigyne (weibliches Geschlechtsorgan) ist bei der Großen Feenlämpchenspinne länger als breit. Die medianen Eckpunkte folgen über einen größeren Teil der Kopulationskanäle und verlaufen posterior schleifenartig. Die Kopulationsöffnungen sind lateral angelegt. Die Kopulationskanäle selber weisen rechtwinklige Windungen auf. Die Spermatheken (Samentaschen) erscheinen aufgewickelt.

### Differenzierung von der Heide-Feenlämpchenspinne

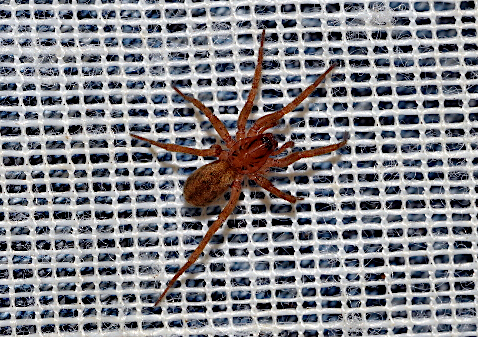
Weibchen der Heide-Feenlämpchenspinne (Agroeca proxima)

Die Große Feenlämpchenspinne kann innerhalb der Gattung der Feenlämpchenspinnen (Agroeca), deren Arten sich allesamt ähneln, insbesondere mit der Heide-Feenlämpchenspinne (A. proxima) verwechselt werden. Die Große Feenlämpchenspinne kann jedoch eine deutlich größer ausfallende Körperlänge als die Heide-Feenlämpchenspinne erreichen, und das Männchen der Großen Feenlämpchenspinne kann eine deutlich dunklere Farbgebung als das der anderen Art aufweisen. Die Radiärstreifen auf dem Carapax der Heide-Feenlämpchenspinne erreichen außerdem häufig im Gegensatz zur Großen Feenlämpchenspinne dessen Randregion und die Musterung auf dem Opisthosoma erscheint deutlich ausgeprägter. Die sicherste Differenzierungsmethode beider Arten sind deren jeweilige Geschlechtsorgane. Bei je einem Bulbus vom Männchen der Heide-Feenlämpchenspinne ist die Tibiaapophyse vergleichsweise kurz und die Epigyne des Weibchens dieser Art wird durch die transversalen Kopulationsgänge, die durch das Integument (äußere Körperhülle) in der posterioren Hälfte sichtbar sind, charakterisiert.

## Vorkommen

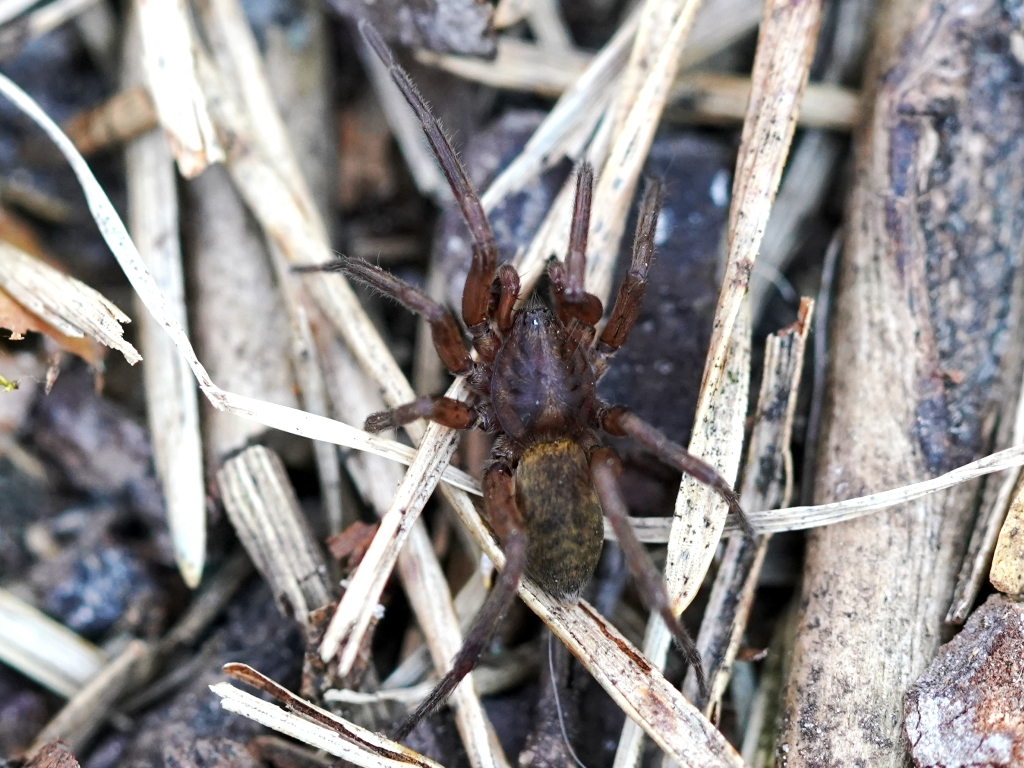
Männchen, gefunden in Lettland.

Das Verbreitungsgebiet der Großen Feenlämpchenspinne umfasst Europa, die Türkei, Russland (europäischer bis fernöstlicher Teil), China und Japan. Auch in Europa selber ist die Art flächendeckend vertreten. Nachweise der Spinne aus Kontinentaleuropa fehlen lediglich aus der Oblast Kaliningrad, Kroatien, Bosnien und Herzegowina, Kosovo, Albanien, Griechenland, dem europäischen Teil der Türkei und dem südeuropäischen Teil Russlands. Anderweitig fehlt die Art in Europa auf der russischen Doppelinsel Nowaja Semlja und auf der Inselgruppe Spitzbergen, in Franz-Josef-Land und Island und auf der Insel Irland. In den angrenzenden Gebieten Europas erfolgten keine Nachweise aus Kaukasien sowie überdies von allen Mittelmeerinseln.
Auf Großbritannien ist die Große Feenlämpchenspinne ebenfalls weit verbreitet, wobei der Verbreitungsschwerpunkt dort in England liegt. Dabei ist die Art im Südwesten und im Norden der Insel seltener. Einzelne Nachweise der Spinne erfolgten auch in Wales und Schottland. Auf Großbritannien ist die Spinne in Höhen zwischen 3 und 700 Metern über dem Meeresspiegel anzutreffen.

### Lebensräume
Die Große Feenlämpchenspinne bewohnt ein breites Spektrum an Habitaten (Lebensräumen), bevorzugt dabei aber Waldbiotope. Dazu zählen Feucht-, mesophile (mittelmäßig feuchte und warme) Laub-, Trocken- und Nadelwälder. Ebenso bewohnt die Art Waldränder oder Feldgehölze. Neben den von ihr bewohnten Waldhabitaten bewohnt die Spinne auch Offenlandlebensräume, darunter Mager- und Trockenrasen, Ruderalflächen, Talus (Schutthalden), Sümpfe, Moore, Feucht- und Frischwiesen genauso wie Heiden. In Schweden wurde die Große Feenlämpchenspinne zusätzlich in Moosschichten unter Nadelbäumen und gelegentlich auch in Moos und Streu in Laubwäldern nachgewiesen.

### Häufigkeit und Gefährdung
Die Große Feenlämpchenspinne gilt allgemein als weit verbreitet. In Mitteleuropa ist die Art fast überall ziemlich häufig auffindbar. Auch in Deutschland gilt sie als sehr häufig und wird in der Roten Liste gefährdeter Tiere, Pflanzen und Pilze Deutschlands bzw. der Roten Liste und Gesamtartenliste der Spinnen Deutschlands (2016) als „ungefährdet“ gewertet. Die Bestände der Großen Feenlämpchenspinne gelten in Deutschland sowohl lang- als auch kurzfristig gleich bleibend und im Vergleich zur vorherigen Version dieser Roten Liste aus 1996 sind keine Änderungen vermerkt. Auch in der Roten Liste der Spinnen Kärntens (1999) wird die Art als „ungefährdet“ gewertet.
In der Roten Liste Großbritanniens (2017) ist die Große Feenlämpchenspinne nach IUCN-Maßstab in der Kategorie LC („Least Concern“, bzw. nicht gefährdet) gelistet. In gleicher Kategorie wird die Art in der Roten Liste der Spinnentiere (Arachnida) Norwegens (2015) erfasst, während die Spinne in der Roten Liste der Spinnen Tschechiens (2015) nach IUCN-Maßstab in der Kategorie ES („Ecologically Sustainable“, bzw. ökologisch anpassbar) gelistet ist.

## Lebensweise
Die Große Feenlämpchenspinne ist wie alle Feldspinnen (Liocranidae) nomadisch sowie nachtaktiv und hält sich am Tag versteckt. Als Rückzugsmöglichkeiten werden dafür neben Streu- und Moosschichten auch die Unterseite von Steinen und liegendem Totholz bevorzugt. Aufgrund dessen ist die Spinne trotz ihrer allgemeinen Häufigkeiten schwer zu finden.

### Jagdverhalten und Beutespektrum
Die wie alle Spinnen räuberisch lebende Große Feenlämpchenspinne legt ebenfalls nach Charakterart der Feldspinnen (Liocranidae) kein Spinnennetz für den Beutefang an, sondern sucht behutsam nach Beutetieren. Diese werden dann ergriffen und mit einem mittels der Cheliceren verabreichten Giftbiss außer Gefecht gesetzt. Die Große Feenlämpchenspinne ist somit ein aktiver Laufjäger. Die Art ist ein opportunistischer Jäger und ihr Beutespektrum setzt sich vor allem aus beliebigen Insekten zusammen, die überwältigt werden können.

### Lebenszyklus
Der Lebenszyklus wird wie der anderer in den gemäßigten Klimazonen verbreiteten Spinnenarten von den Jahreszeiten beeinflusst. Er wurde 1966 von Helga Lüters detailliert beschrieben.

#### Fortpflanzungsverhalten
Das Fortpflanzungsverhalten der Großen Feenlämpchenspinne beginnt mit der Spermienaufnahme des Männchens. Diesem Prozess folgt das Zusammentreffen der Geschlechtspartner mitsamt der Balz, ehe die eigentliche Paarung stattfindet. Voraussetzung für das Fortpflanzungsverhalten bei der Spinne ist eine direkte Berührung eines geschlechtsreifen Weibchens seitens eines paarungswilligen Männchens oder dessen Kontakt mit den vom Weibchen ausgehenden Wegfäden, die vermutlich mit arteigenen Pheromonen (Botenstoffen) versehen sind. Subadulte Männchen der Art zeigen keinerlei Reize auf die Wegfäden der Weibchen.

##### Anlegen des Spermanetzes und Spermienproduktion sowie Spermaaufnahme
Das Männchen der Großen Feenlämpchenspinne legt meistens 12 bis 15 Tage nach der Reifehäutung ein Spermanetz an, das gut fünf bis sechs Millimeter lang und drei bis vier Millimeter breit ist. Ausgelegt ist es als zarter Gespinstteppich, der in einem Winkel von 30° zwischen dem Bodengrund und etwas höher gelegenem Substrat befestigt ist. Auf diesem Netz gibt das Männchen nach dessen Vollendung einen stecknadelkopfgroßen und milchig trüben Spermientropfen ab, der vom Männchen unterhalb des Netzes durch dieses hindurch mit beiden Tastern aufgenommen wird.
Die Reifung der Gonaden (Keimdrüsen) geschieht möglicherweise unter Einfluss eines Neurosekrets oder eines anderen Stoffes mit gleicher Wirkung, dessen Produktion in den Bulbi stattfindet. Daneben scheint neben der Spermatogenese (Bildung von Spermien) unter Einfluss dieser Mittlersubstanz gleichzeitig ein Sexualhormon produziert zu werden, das im Männchen einen Sexualtrieb hervorruft und dieses damit auch dazu verleitet, seine leeren Spermophore (Samenschläuche) zu füllen. Nach einer erfolgreichen Paarung wird das Männchen durch die leeren Spermophore dazu angeregt, ein neues Spermanetz anzulegen.
Fehlt einem Männchen der Großen Feenlämpchenspinne etwa durch eine fehlerhafte Häutung ein Bulbus, dann verzögert sich auch die Spermatogenese, da die dafür notwendige Mittlersubstanz noch nicht ausreichend genug produziert wurde und somit die notwendige Informationsstärke nicht ausreichend ist. Fehlen beide Bulbi, dann ist auch eine Bildung der Sexualhormone sowie eine Spermatogenese nicht möglich. Das Männchen wird in dem Fall also zu einem Pseudokastraten. Eventuell kann auch ein Überschuss an Spermien und/oder ein Erregungsstau bei einem Männchen eine Kopulation verhindern. Eine normale Ejakulation kann so in dem Fall ermöglicht werden.

##### Annäherung und Balz sowie Paarung
Das ausgeprägte Balzverhalten des Männchens der Großen Feenlämpchenspinne lässt sich in das sog. Fern- und Nahvorspiel sowie in die eigentliche Hauptbalz gliedern, wobei letztere sich wiederum aus der Vor- und der Hauptphase zusammensetzt. Das Männchen kann ein Weibchen anhand der von diesem gezogenen und mit Pheromonen versehenen Wegfäden bereits aus einiger Entfernung lokalisieren und läuft einen solchen Faden entlang, sollte es einen gefunden haben. An fadenfreien Stellen läuft das Männchen kreuz und quer umher. Während das Männchen dem Faden folgt, übt es simultan dazu bereits das Fernvorspiel aus, indem es das erste Beinpaar in einer hohen Frequenz von vier Hertz auf und ab bewegt und dabei mit diesen Beinen auf den Bodengrund trommelt.
Ertastet das Männchen schlussendlich ein Weibchen, zuckt es zurück und beginnt das Nahvorspiel. Dessen Anfang setzt sich aus erneuten Trommelbewegungen des ersten und Trippelbewegungen des zweiten Beinpaares sowie einem langsamen Vorschreiten zusammen. Sollte das Männchen nicht durch Bewegungen des Weibchens unterbrochen werden, so krümmt es unverzüglich das erste Beinpaar unter Beanspruchung der Gelenke von den Femora und den Tibien sowie den Patellae (Glieder zwischen den Femora und den Tibien) und den Metatarsen (Fersenglieder) rechtwinklig ab. Gleichzeitig dazu senkt das Männchen seinen Körper in hintere Richtung und reißt das erste Beinpaar plötzlich nach oben und streckt diese Beine dabei weitestgehend, wobei das erste Beinpaar und das Opisthosoma des Männchens in Schwingungen versetzt werden. Zwecks der Vorphase der Hauptbalz wiederholt sich diese Prozedur innerhalb von fünf bis sechs Sekunden insgesamt vier bis fünf weitere Male.
Nun folgt die Hauptphase der Hauptbalz, bei der das Männchen das erste Beinpaar erneut einkrümmt und zweimal schnell hintereinander nach oben reißt, während es zeitgleich mit dem ganzen Körper zurück zuckt. Das Männchen wiederholt diese Aktion vier bis fünf weitere Male, dann senkt es das erste Beinpaar unter zitternden Tibien und Metatarsen langsam. Anschließend reißt das Männchen die gewinkelten Beine kräftig nach hinten, während gleichzeitig der Körper des Männchens stark zitternd auf den Boden gepresst und die Endglieder des ersten Beinpaars in Schwingung versetzt wird. Nun trommelt das Männchen – für das menschliche Gehör wahrnehmbar – auf den Bodengrund abwechselnd mit seinen Pedipalpen.
Das Männchen rückt deutlich näher an das Weibchen und betrillert es mit dem ersten Beinpaar. Erwidert das Weibchen die Paarungswilligkeit des Männchens, so presst es sich an den Boden und streckt sein erstes Beinpaar weit nach vorne. Daraufhin legt das Männchen selbiges Beinpaar auf das des Weibchens, ehe es heftig zuckend das Prosoma des Weibchens betastet und streichelt. Dann steigt das Männchen blitzartig frontal auf seine Partnerin und zittert dabei heftig mit dem gesamten Körper. Daraufhin findet die eigentliche Paarung statt. Bei dieser befindet sich das Prosoma des Männchens über dem Opisthosoma des Weibchens, wobei das Männchen sich schräg positioniert und seinen eigenen Körper abwärts beugt. Außerdem umklammert es mit allen Beinen den Körper des Weibchens. Dann werden abwechselnd beide Bulbi in die Epigyne des Weibchens eingeführt, wobei es vorkommen kann, dass das Weibchen sich von dem Männchen entfernt und es somit zu einem vorzeitigen Abbruch der Begattung kommen kann.
Da das Weibchen oftmals währenddessen flüchtet oder beginnt, sich gegenüber dem Männchen aggressiv zu verhalten, sind derartige Abbrüche keine Seltenheit. Das Männchen geht dann in eine Putzhandlung über, bei der es sich um eine Übersprungsaktivität zu handeln scheint. Das Männchen könnte sich dadurch überschüssige sexuelle Erregung mittels der Putzbewegungen entledigen. Eine andere Vermutung ist, dass derartige Handlungen des Männchens durch einen Konflikt zwischen der Furcht vor dem Weibchen und seiner sexuellen Erregung zurückzuführen sind.

#### Eiablage und Kokonbau

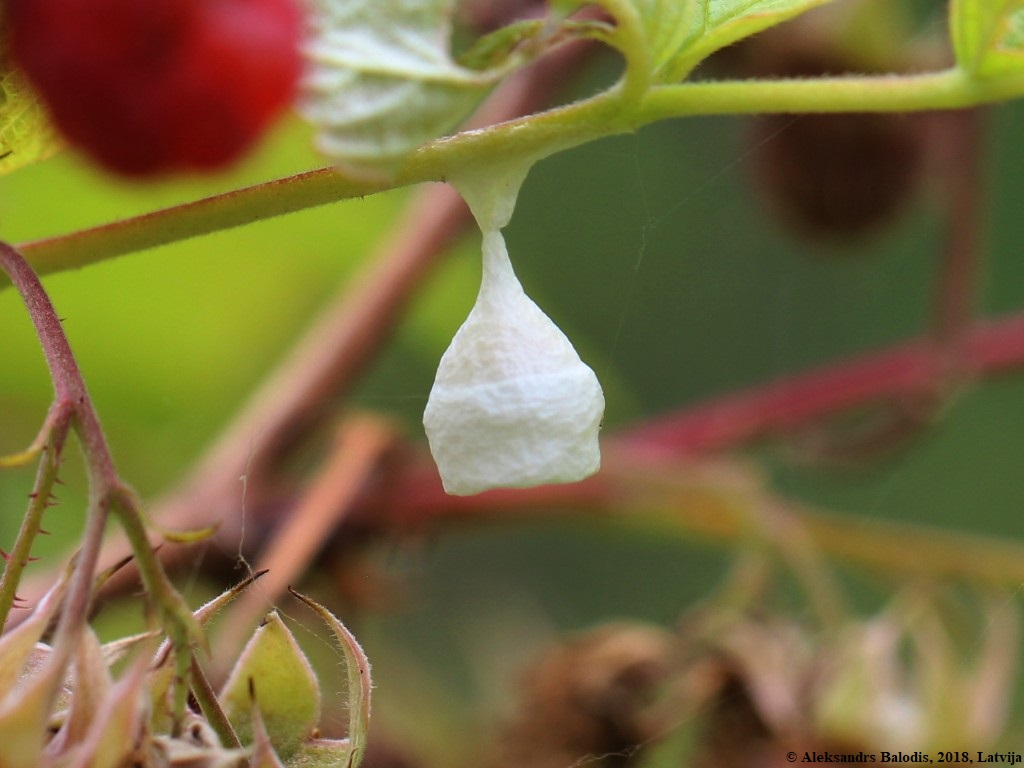
Ungetarnter …

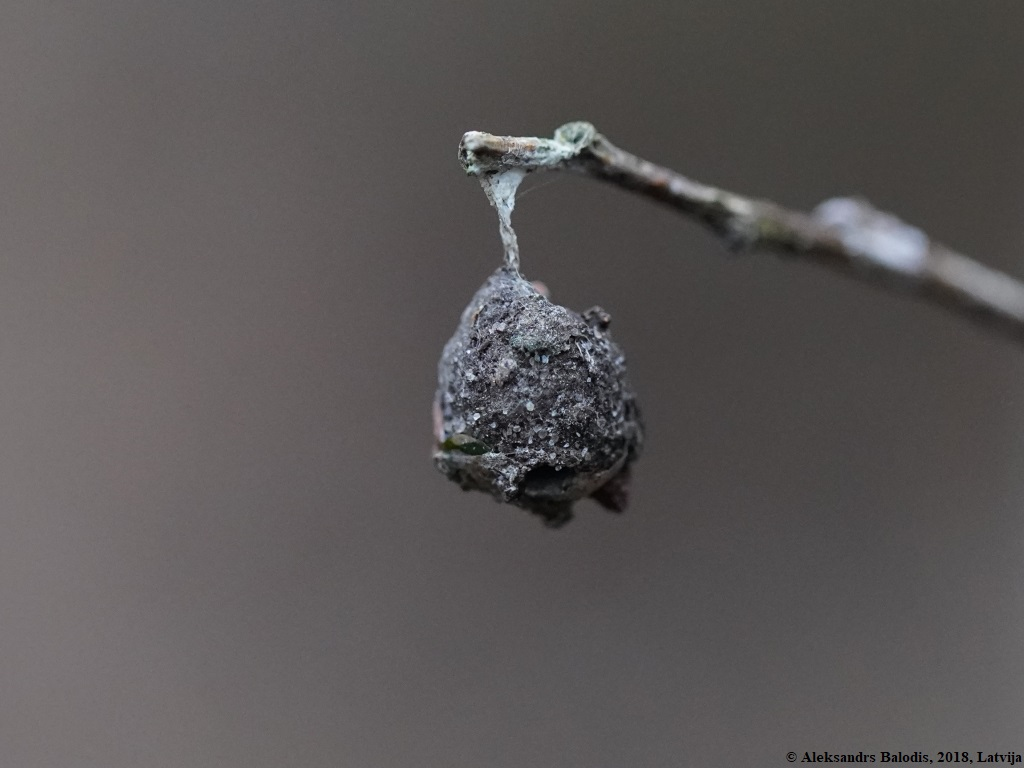
… und getarnter Eikokon der Großen Feenlämpchenspinne.

Ein begattetes Weibchen der Großen Feenlämpchenspinne beginnt im Spätsommer seinen Eikokon herzustellen. Es handelt sich bei diesem um ein glockenförmiges Gespinst, das innen in eine Brut- und eine Häutungskammer unterteilt ist. Beide Kammern sind durch eine Zwischenwand voneinander getrennt. Der Kokon befindet sich an Blättern, Ästen oder an der Unterseite von überhängenden Steinen.
Die Herstellung des Kokons wird von der Luftfeuchtigkeit und dem Platzangebot beeinflusst. Sind erstgenannte zu hoch und letzteres zu niedrig, wird die Herstellung verschoben. Bei Störungen wird der Kokonbau ganz abgebrochen und an einer anderen Stelle von Neuem begonnen, was bei der Großen Feenlämpchenspinne aufgrund der leichten Reproduzierbarkeit des Kokons die Regel ist.
Zuerst werden der tragende Stiel des Kokons und ein napfartiges Gebilde gefertigt, in das dann die Eier abgelegt werden. Deren Anzahl beträgt etwa 40 bis 60. Anschließend wird der Kokon verschlossen, wobei dieser Prozess im Gegensatz zum ersten nicht wiederholbar ist. Da der Kokon zur Vollendung oft mit Erdpartikeln getarnt wird, verliert er nicht selten sein charakteristisches Erscheinungsbild.

#### Schlupf und anfänglicher Verbleib der Jungtiere
Gut 17 Tage nach der Vollendung des Eikokons schlüpfen die Jungtiere der Großen Feenlämpchenspinne, was mit deren erster und hier noch larvaler Häutung einhergeht. Die Jungtiere durchlaufen anfangs drei postembryonale Stadien. Im ersten sind sie noch bewegungsunfähig, während die Jungtiere im zweiten wiederum weiter entwickelt sind und im Gegensatz zum ersten bereits ihre Augen besitzen. Anschließend verlassen die Jungtiere die Eikammer und begeben sich in die Häutungskammer des Kokons, ehe sie nach einiger Zeit das dritte postembryonale Stadium erreichen, in dem die Jungtiere eigenständig lebensfähig werden.

#### Heranwachsen und Lebenserwartung
Mit dem Erreichen der ersten Fresshaut (Häutungsstadium) verlassen die Jungtiere der Großen Feenlämpchenspinne den Eikokon und wachsen selbstständig heran. Dabei erreicht das Männchen der Art seine Geschlechtsreife in der neunten und das Weibchen seine in der zehnten Fresshaut. Für die gesamte Entwicklung werden etwa 300 Tage abzüglich der Überwinterung benötigt. Unter Laborbedingungen kann das Männchen der Spinne nach der Reifehäutung noch eine verbleibende Lebensdauer von maximal 240 sowie durchschnittlich 100 und das Weibchen eine geringere von höchstens 110 sowie im Durchschnitt 61 Tagen aufweisen.
Für die Häutung wird vermutlich ein fallender Luftdruck benötigt, da ein steigender sich nach bisherigen Kenntnissen häutungshemmend auf die Große Feenlämpchenspinne auswirkt. Die Häutung findet in einem dafür angelegten Gespinst statt.

## Systematik
Die Systematik der Großen Feenlämpchenspinne wurde mehrfach geändert. Der Artname brunnea ist ein Adjektiv der lateinischen Sprache und bedeutet übersetzt „braun“ und dürfte somit von der bräunlichen Färbung der Spinne rühren.

### Beschreibungsgeschichte
Bei der 1833 von John Blackwall getätigten Erstbeschreibung der Großen Feenlämpchenspinne wurde diese vom Autor der Gattung der Grastrichterspinnen (Agelena) unter der Bezeichnung A. brunnea zugeordnet. Anschließend erhielt sie von verschiedenen Autoren variierende Benennungen. 1871 wurde die Art unter Tamerlan Thorell der Gattung der Feenlämpchenspinnen (Agroeca) damals unter der Bezeichnung A. haglundi zugeführt. Die heute gängige Bezeichnung A. brunnea der Spinne wurde erstmalig 1878 seitens Eugène Simon angewandt und ist seit einer 1896 von Léon Becker getätigten Anwendung die durchgehend genutzte Bezeichnung dieser.

### Äußere Systematik
Bei einer 2021 von Rainer Breitling getätigten phylogenetischen (die Abstammung betreffende) Untersuchung der auf den Britischen Inseln vorkommenden Spinnenarten mitsamt der Große Feenlämpchenspinne war es möglich, das verwandtschaftliche Verhältnis dieser und den sechs anderen dort sowie auch in Mitteleuropa vorkommenden Arten der Feenlämpchenspinnen (Agroeca) zu analysieren. Dabei ließen sich alle Arten je zu dritt in zwei Gruppen aufteilen, wobei eine neben der Großen Feenlämpchenspinne die Bezahnte (A. dentigera) sowie die Lausitzer Feenlämpchenspinne (A. lusatica) und die andere die Kupferne (A. cuprea), A. inopina und die Heide-Feenlämpchenspinne (A. proxima) enthält. Das Verhältnis der Großen Feenlämpchenspinne innerhalb der von Breitling aufgestellten Artengruppen wird in folgendem Kladogramm verdeutlicht:
|  | Große Feenlämpchenspinne                                                                                                  |
|  | |
|  | \| \| Bezahnte Feenlämpchenspinne (A. dentigera) \| \| \| \| \| \| Lausitzer Feenlämpchenspinne (A. lusatica) \| \| \| \| |
|  | |
|  | Bezahnte Feenlämpchenspinne (A. dentigera)                                                                                |
|  | |
|  | Lausitzer Feenlämpchenspinne (A. lusatica)                                                                                |
|  | |

|  | Bezahnte Feenlämpchenspinne (A. dentigera) |
|  |                                            |
|  | Lausitzer Feenlämpchenspinne (A. lusatica) |
|  |                                            |

|  | Große Feenlämpchenspinne                                                                                                  |
|  | |
|  | \| \| Bezahnte Feenlämpchenspinne (A. dentigera) \| \| \| \| \| \| Lausitzer Feenlämpchenspinne (A. lusatica) \| \| \| \| |
|  | |
|  | Bezahnte Feenlämpchenspinne (A. dentigera)                                                                                |
|  | |
|  | Lausitzer Feenlämpchenspinne (A. lusatica)                                                                                |
|  | |

|  | Bezahnte Feenlämpchenspinne (A. dentigera) |
|  |                                            |
|  | Lausitzer Feenlämpchenspinne (A. lusatica) |
|  |                                            |